# Rhynchostegium tenellum
Rhynchostegium tenellum là một loài rêu trong họ Brachytheciaceae. Loài này được Dicks. Schimp. mô tả khoa học đầu tiên năm 1852.